# Gett
Gett ist ein Israelisches Unternehmen, das Fahrdienstleistungen online vermittelt.

## Geschichte
Das ursprünglich als GetTaxi von den Unternehmern Shahar Waiser und Roi More 2010 in Israel gegründete Startup-Unternehmen hat im Rahmen einer Wagniskapital-Finanzierung über 520 Mio. US-Dollar eingenommen und wurde vom US-Wirtschaftsmagazin Forbes zu einem der „15 Unternehmen mit dem explosivsten Wachstum“ gewählt.
Im Mai 2016 hatte sich die Volkswagen AG mit 300 Mio. US-Dollar (umgerechnet 267 Mio. Euro) an dem Gett beteiligt. VW-Vorstandsvorsitzender Matthias Müller nannte den Einstieg bei dem Fahrdienstleister einen „Meilenstein“ in der Geschichte des Volkswagen-Konzerns. Zum Jahresende 2018 steigt VW aber vollständig wieder aus.
International hat das Unternehmen (Stand Mai 2016) 4000 Unternehmenskunden, welche die angebotenen Dienstleistungen nutzen. Mit etwa 50.000 eingesetzten Fahrern erwirtschaftete das Unternehmen 2015 einen Umsatz von 500 Mio. US-Dollar.

## Konzept
Der Dienst kann über eine App für Smartphones sowohl mit dem Betriebssystem Android als auch iOS in Anspruch genommen werden. Eingesetzt werden nur Fahrer, die über eine offizielle Lizenz zur Personenbeförderung verfügen. Es ist möglich, den Aufenthaltsort des Fahrers und seine voraussichtliche Ankunftszeit zu ermitteln. Buchbar sind die Personenbeförderungen sofort oder im Voraus. Die Dienstleistung wird im Anschluss über Kreditkarte bezahlt. Das Vermittlungsangebot umfasst neben der Personenbeförderung auch Lieferdienste und Logistikleistungen.
Vergleichbar mit seinem direkten Konkurrenten Uber bot Gett seine Vermittlungsdienste in der Personenbeförderung weltweit in mehr als 60 Städten an, darunter London, Moskau und New York City. Gett wollte sich gegenüber seinen Konkurrenten in der Fahrdienstleistungsvermittlungsbranche unter anderem dadurch abheben, dass es seine Beförderungsentgelte stets auf dem gleichen Niveau halten will und nicht, etwa zu Stoßzeiten, seine Preise erhöht. Nach einer Reorganisation 2022 hat das Unternehmen die USA und Russland verlassen und ist Stand 2024 in Großbritannien und Israel aktiv.